# Vaunthompsonia meridionalis
Vaunthompsonia meridionalis är en kräftdjursart som beskrevs av Sars 1886. Vaunthompsonia meridionalis ingår i släktet Vaunthompsonia och familjen Bodotriidae. Inga underarter finns listade i Catalogue of Life.